# Filobasidium capsuligenum
Filobasidium capsuligenum är en svampart som först beskrevs av Fell, Statzell, I.L. Hunter & Phaff, och fick sitt nu gällande namn av Rodr. Mir. 1972. Filobasidium capsuligenum ingår i släktet Filobasidium och familjen Filobasidiaceae.   Inga underarter finns listade i Catalogue of Life.